# Skarżysko-Kamienna
Skarżysko-Kamienna är en stad i Polen, belägen i norra Swietokrzyskie vojvodskap vid Kamiennafloden, 140 km söder om Warszawa.